# Mardešić
Mardešić ist ein kroatischer Familienname. Der Name tritt auf der Insel Vis seit 1539 auf und ist dort sehr verbreitet.

## Namensträger
- Sibe Mardešić (1927–2016), kroatischer Mathematiker
- Pavao Mardešić (* 1960), kroatischer Mathematiker
- Pavao Mladen Nikola Mardešić (1895–1978), kroatischer Schiffsbauer